# 沖田あすか
沖田 あすか（おきた あすか、1997年6月3日 - ）は、日本の女優。劇団ひまわり所属。千葉県出身。

## 来歴
- 「BOX-SING」（2017年4月）にて初舞台[2]。「残念悪魔と厨二病」にて初主演。
- 元・めるへんまじっく（2014年5月 - 2015年4月）、元・旋律フリージア（2017年10月 - 2019年2月）、元・天使突抜ニ読ミ（2019年4月 - 2021年6月[3]）
- 2024年4月、ラディウスエンターテインメントを退所、劇団ひまわりに所属し、沖田あすかに改名した[4]

## 人物
- 愛称：あーちゃん、おきあす
- 特技：社交ダンス、タップダンス、ジャズダンス、ドラム
- 趣味：読書、料理
- 好きな映画：「イレイザーヘッド」、「第七の封印」、「男性・女性」
- 尊敬する人物：水樹奈々、デイヴィッド・リンチ

## 出演

### 舞台
- Beginningプロモーション
  - 「BOX-SING」（2017年4月1日 - 3日、新大久保・R'sアートコート） - アイメタル 役[5]
  - 「BOX-SING～3ROUND/4ROUND～」（2017年7月12日 - 18日、下落合・TACCS1179） - 千尋2世 役[6]
  - 「BOX-SING～5ROUND～」（2017年8月30日 - 9月3日、スターフィールド劇場） - 千尋2世 役[7]
- D-RactoR「ハイスクールハイコー!!」Aチーム（2017年5月24日 - 27日、高円寺・明石スタジオ） - ミキ 役[8]
- アサルトリリィ×私立ルドビコ女学院 - 永瀬・マルタ・のの花 役
  - 「白きレジスタンス〜約束の行方〜」（2018年9月21日 - 27日、池袋・シアターグリーン BIG TREE THEATER）
  - 「白きレジスタンス〜真実の刃〜」（2019年11月29日 - 12月3日、新宿村LIVE）
  - 「シュベスターの祈り」（2021年5月28日 - 6月6日、池袋・シアターグリーン BIG TREE THEATER）
  - 「シュベスターの秘密」（2021年10月15日 - 24日、中野ザ・ポケット）
  - 「白きレジスタンス〜約束の行方〜[9]」（2022年6月30日 - 7月6日、新宿・ スペース・ゼロ）
  - 「白きレジスタンス〜真実の刃〜」（2023年8月19日 - 23日、大手町三井ホール）[10]
- オラクルナイツ「人狼TLPT#48:WITCH III 星降る夢と13人の魔女[11]」（2023年5月6日 - 13日、新宿・シアターサンモール） - ネリー 役
- Studio K'z×カラスカ「ネーチャンズ☆2024」（2024年6月19日 - 23日、池袋・シアターKASSAI） - 草薙セシル 役
- イノセントギアカンパニー「尺には尺を」（2024年7月10日 - 15日、中野・劇場HOPE） - 典獄 役[12][13]
- Studio K'z×アリスインプロジェクト「終わらない歌を少女はうたう〜エターナルメロディー〜2024」（2024年9月19日 - 23日、シアター風姿花伝） - 松田佐江 役
- Studio K'z「召喚アウトロー」（2024年12月4日 - 8日、大塚・萬劇場） - 八街なつめ 役[14]
- Uzume「私が初めてスパイだと疑われた日 Ep.04」（2024年12月15日、新宿スターフィールド）[15]

### 映画
- 残念悪魔と厨二病[16]（2022年、監督：山本智貴） - 主演 悪魔 役

### ネット配信
- FOD「ぞくり 怪談夜話 投稿実話物語 恨[17]」

### TV
- NHK連続テレビ小説「純情キラリ」（2006年）[1]
- フジテレビ「奇跡体験！アンビリバボー」（2015年）

### イベント
- お台場夢大陸のれ～べ～神社（2016年7月） - 巫女

## ユニット
- めるへんまじっく（2014年5月 - 2015年4月）[18]
- 旋律フリージア[19]（2017年10月 - 2019年2月[20]） - 「圧倒的にカッコよい超絶ロックなステージと、フリージアのように純潔で可憐な可愛さを併せもった、超絶ロックテイストなアイドルユニット」をコンセプトに活動していたアイドルグループ
- 天使突抜ニ読ミ[21]（2019年4月[22] - 2021年6月） - 『読書に恋してポエムする』をコンセプトとしたアイドルグループ[23]